# Timothy A. Springer
Timothy Alan „Tim“ Springer (* 23. Februar 1948 in Fort Benning, Georgia) ist ein US-amerikanischer Immunologe. Er ist Professor an der Harvard University.
Tim Springer hat relevante Zelladhäsionsmoleküle erforscht, die das Wanderungsverhalten von weißen Blutkörperchen steuern. Für seine sehr grundlegenden Arbeiten auf diesem Gebiet wurde ihm 2004 der schwedische Crafoord-Preis verliehen. 1995 hat er den William B. Coley Award erhalten. 2019 erhielt er den Canada Gairdner International Award, 2022 den Albert Lasker Award for Basic Medical Research.
1996 wurde er in die National Academy of Sciences, 2001 in die American Academy of Arts and Sciences und 2023 in die National Academy of Medicine gewählt. 2023 wurde ihm gemeinsam mit Francisco Sánchez-Madrid der Robert-Koch-Preis zuerkannt.

## Schriften
- Zahlreiche Publikationen u. a. in Cell, Science, Nature und PNAS.